# Episodi di Living Biblically
La prima stagione della serie televisiva Living Biblically è stata trasmessa dal 26 febbraio al 21 luglio 2018 dall'emittente televisiva statunitense CBS. In Italia la serie è stata trasmessa dal 26 luglio al 6 settembre 2018 dall'emittente televisiva Joi. 
| n° | Titolo originale                    | Titolo italiano                           | Prima TV USA     | Prima TV Italia  |
| -- | ----------------------------------- | ----------------------------------------- | ---------------- | ---------------- |
| 1  | Pilot                               | Vivere biblicamente                       | 26 febbraio 2018 | 26 luglio 2018   |
| 2  | False Idols                         | Falsi idoli                               | 5 marzo 2018     | 26 luglio 2018   |
| 3  | Love Thy Neighbor                   | Ama il prossimo tuo!                      | 12 marzo 2018    | 2 agosto 2018    |
| 4  | Thou Shalt Not Steal                | Non rubare!                               | 19 marzo 2018    | 2 agosto 2018    |
| 5  | Honor Thy Father                    | Onora tuo padre!                          | 26 marzo 2018    | 9 agosto 2018    |
| 6  | Thou Shalt Not Bear False Witness   | Non dire falsa testimonianza!             | 2 aprile 2018    | 9 agosto 2018    |
| 7  | Let Us Pray                         | Lasciateci pregare!                       | 9 aprile 2018    | 16 agosto 2018   |
| 8  | Show Hospitality                    | Offrire ospitalità                        | 16 aprile 2018   | 16 agosto 2018   |
| 9  | Never Let Loyalty Leave You         | Benignità e verità non ti abbandonino!    | 7 luglio 2018    | 23 agosto 2018   |
| 10 | Submit to Thy Husband               | Sottomessa a tuo marito!                  | 7 luglio 2018    | 23 agosto 2018   |
| 11 | Thou Shalt Not Covet                | Non desiderare!                           | 14 luglio 2018   | 30 agosto 2018   |
| 12 | It's Better to Give Than to Receive | Vi è più gioia nel dare che nel ricevere! | 14 luglio 2018   | 30 agosto 2018   |
| 13 | David and Goliath                   | Davide e Golia                            | 21 luglio 2018   | 6 settembre 2018 |